# Brandywine (Maryland)
Brandywine es un lugar designado por el censo ubicado en el condado de Prince George en el estado estadounidense de Maryland. En el Censo de 2010 tenía una población de 6.719 habitantes y una densidad poblacional de 122,87 personas por km².

## Geografía
Brandywine se encuentra ubicado en las coordenadas 38°41′33″N 76°52′59″O / 38.69250, -76.88306. Según la Oficina del Censo de los Estados Unidos, Brandywine tiene una superficie total de 54.68 km², de la cual 54.42 km² corresponden a tierra firme y (0.47%) 0.26 km² es agua.

## Demografía
Según el censo de 2010, había 6.719 personas residiendo en Brandywine. La densidad de población era de 122,87 hab./km². De los 6.719 habitantes, Brandywine estaba compuesto por el 20.17% blancos, el 72.18% eran afroamericanos, el 0.58% eran amerindios, el 2.08% eran asiáticos, el 0.01% eran isleños del Pacífico, el 2.17% eran de otras razas y el 2.8% pertenecían a dos o más razas. Del total de la población el 4.39% eran hispanos o latinos de cualquier raza.